# Músculo bulboesponjoso
El músculo bulbocavernoso o bulboesponjoso ([TA]: musculus bulbospongiosus) es un músculo par y superficial del periné, que varía en sus inserciones y trayecto en hombres y mujeres. En los hombres, recubre el bulbo del pene y en las mujeres, rodea el orificio de la vagina.    Por el más largo recorrido alrededor de la base del pene, el músculo bulbocavernoso en hombres es más largo que en las mujeres. Los trastornos de la contractilidad del músculo isquicavernoso y bulbocavernoso guardan relación con la etiología de la disfunción eréctil.

## Localización
El músculo bulbocavernoso se localiza en el centro del periné, frente al ano. Consiste en dos partes simétricas, unidas a lo largo de la línea media por una línea tendinosa llamada rafe perineal. En ambos sexos es inervado por la rama profunda y muscular del nervio perineal, el cual es rama del nervio pudendo, el cual lleva fibras simpáticas y parasimpáticas.

### Hombres
Sus fibras divergen desde el punto tendinoso central del periné justo frente al ano. Las fibras posteriores se pierden en la facia del diafragma urogenital. Las fibras intermedias rodean el bulbo del pene y el cuerpo esponjoso del pene y se unen a las fibras del lado opuesto al llegar a la porción superior del cuerpo esponjoso, formando una fuerte aponeurosis. Las fibras anteriores se separan sobre los lados del cuerpo cavernoso del pene y se insertan anterior al músculo isquiocavernoso, ocasionalmente extendiéndose hasta el pubis y en parte terminando en una expansión tendinosa que cubre los vasos sanguíneos del pene.

### Mujeres
Sus fibras discurren a cada lado de la vagina y se insertan en los cuerpos cavernosos del clítoris. Un fascículo cruza sobre el cuerpo del clítoris para comprimir la vena dorsal profunda del clítoris y favorecer la erección del mismo. Hacia atrás, se pierde en el rafe medio, rafe anovulvar o núcleo central del periné.

## Acción
En hombres, contribuye a la erección, eyaculación y ciertos elementos del orgasmo masculino. En mujeres contribuye a la erección y orgasmo femenino y cierra la vagina.
Es un músculo que sirve para vaciar el canal de la uretra, después de que la vejiga ha expelido su contenido. Durante la mayor parte de la micción, sus fibras están relajadas y solo se contrae al final del proceso.

## Véase también

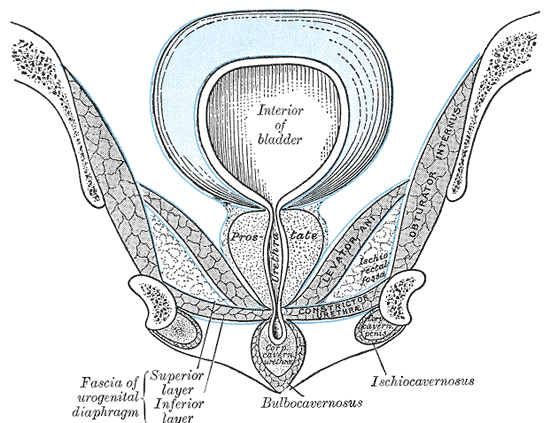
Sección anterior del pelvis, a través del arco púbico.
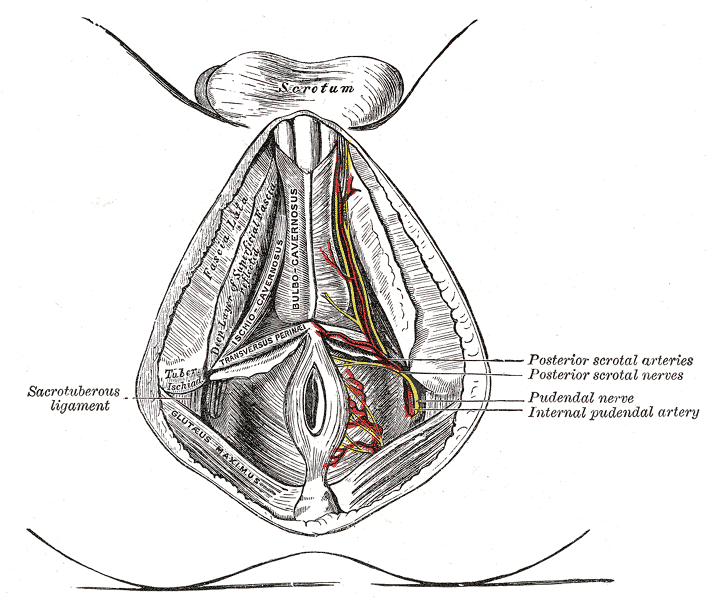
Ramas superficiales de la arteria pudenda.
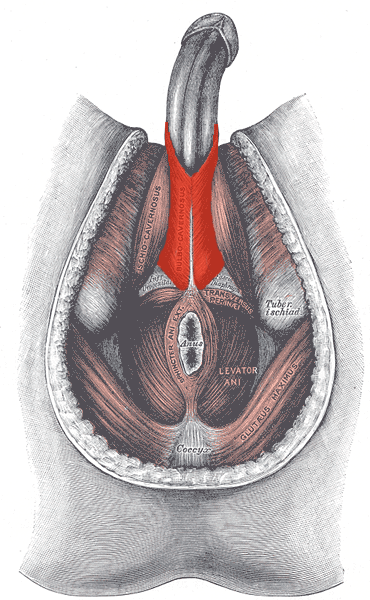
Músculos del periné masculino, el bulbocavernoso se observa en rojo.
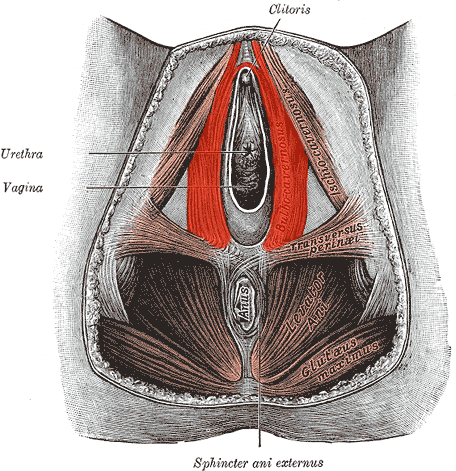
Músculos del periné femenino, el bulbocavernoso se observa en rojo.